# Запорізький кінний завод
47°57′28″ пн. ш. 36°00′15″ сх. д. / 47.9578009° пн. ш. 36.0042254° сх. д.
Запорізький кінний завод №86

Запорізький кінний завод. В'їзд з траси "Запоріжжя-Донецьк"

Заснований у 1945 році і знаходиться в Запорізькій області, Новомиколаївський район, с. Трудове. Кінний завод складається з трьох стаціонарних стаєнь повоєнної будівлі, в яких знаходиться два тренерські відділення, доріжки для тренування молодняка і левади. Клімат тут сприятливий, помірно континентальний, з малосніжною помірно холодною зимою і жарким посушливим літом. Навколишні території мають рівнинний ландшафт, розкішні пасовиська. 
Розводять в Запорізькому кінному заводі коней рисистої породи, зокрема орловської рисистої, а також української верхової. Поголів'я кінного заводу налічує близько 370 голів коней. Приблизно 100 голів знаходиться на випробуваннях на іподромах України.
При кінному заводі є школа верхової їзди, в якій навчаються діти місцевих жителів і навколишніх населених пунктів. Кобили, які прибули з іподромів після випробувань неодмінно надходять в матковий склад, підтримуючи ремонтне поголів'я. А жеребці йдуть на продаж. У кінному заводі практично цілий рік є кінь для продажу. В основному їх купує для подальшого навчання і використання під верхом (в кінній поліції, прокат і т.д.), а також для використання на домашньому обійсті.